# Álvares Machado
Álvares Machado là một đô thị ở bang São Paulo, Brasil. Thành phố này có dân số (năm 2007) là 22.859 người, diện tích là 346,283 km², mật độ dân số 73,5 người/km². Đô thị này nằm ở độ cao 475 m, cách thủ phủ bang São Paulo 576 km. Đô thị này nằm ở khu vực khí hậu cận nhiệt đới. Theo điều tra năm 2000, đô thị này có chỉ số phát triển con người 0,772.
Đô thị này giáp các đô thị: Alfredo Marcondes, Tarabai, Pirapozinho, Presidente Prudente, Presidente Bernardes